# Loubna Farage
Loubna Farage (auch: Lubna Farage) ist eine gambische Juristin.

## Leben
Loubna Farage ist die Tochter von Jamil Ali Farage (gest. um 2000) und Nazla Diab Farage. Sie hat eine Schwester und drei Brüder.
Farage studierte in Großbritannien an der University of Leeds und absolvierte ihren Bar Vocational Course an der BPP Law School in London. 2002 erhielt sie ihre Zulassung als Anwältin. Sie ist Mitglied des Lincoln’s Inn.
Im Dezember 2003 wurde sie auch in Gambia als Anwältin zugelassen. 2004 und 2005 arbeitete sie für die Anwältin Ida Drammeh und im Anschluss bis Ende 2010 für die Fajara Chambers von Ann Rivington.
Ab 2007 war sie im Vorstand der neu gegründeten Female Lawyers Association Gambia (FLAG). 2011 wurde sie für eine weitere Amtszeit kooptiert.
Farage war zudem Rechtsberaterin der Gam Petroleum Storage Facility und von 2009 bis 2017 dort Sekretärin.
Im Januar 2011 eröffnete sie mit Victoria Jamina Andrews die Kanzlei Farage Andrews Law Practice in Fajara.
Am 16. Januar 2013 wurde sie zur Präsidentin der gambischen Rechtsanwaltskammer Gambia Bar Association gewählt. Sie folgte damit auf Sheriff Tambedou. Am 23. Juli 2015 wurde sie wiedergewählt. Zum 9. Juni 2016 reichte sie ihren Rücktritt ein. Das Amt übernahm geschäftsführend ihr Stellvertreter Salieu Taal.
Im Dezember 2017 sagte sie vor der Janneh Commission zu ihren Tätigkeiten bei der Gam Petroleum Storage Facility aus.